# Ruthvoes
Ruthvoes (en Cornique : Rudhfos) est un village au milieu de Cornouailles, en Angleterre, au Royaume-Uni. Il s'agit d'une commune de St Columb Major, à trois kilomètres au sud de la ville de St Columb Major ainsi qu'à 10,5 kilomètres à l'est de Newquay.
Le village repose sur le bord nord-est de la réserve naturelle de Goss Moor, près de la nationale A30 à deux fois deux voies.
Ruthvoes est l'emplacement de la fontaine à dévotion de Sainte Colombe la vierge, et, selon la légende, est l'endroit où elle fut décapitée.